# ایرانسل
ایرانسل(به انگلیسی: Irancell) که با نام ام‌تی‌ان ایرانسل و برترین اپراتور دیتا در ایران نیز شناخته می‌شود، یک شرکت خدمات ارتباطی که در سال ۱۳۸۴ با سرمایه‌گذاری مشترک گروه ام‌تی‌ان آفریقای جنوبی راه‌اندازی شد.

## پوشش شبکه
هم‌اکنون ۸۵ درصد جمعیت ایران تحت پوشش نسل 4G و 4/5G و تمامی شهرهای کشور تحت پوشش شبکه 3G و 4G و 4/5G هستند. در سال ۱۴۰۲ حداکثر ۵۰ درصد شهرهای ایران تحت پوشش نسل پنجم شبکه تلفن همراه ایرانسل می‌باشند. شبکه فیبر نوری این اپراتور در کشور در حال اجرا و توسعه است.همچنین مشترکین ایرانسل در مناطق روستایی می توانند به شبکه 4G های وب (۴۳۲۱۲ HIWEB) متصل گردند .

## شمار مشترکان فعال
ایرانسل بر پایه داده‌های سازمان تنظیم مقررات و ارتباطات رادیویی ایران تا پایان سال ۱۴۰۳ بیش از ۶۹ میلیون مشترک فعال دارد.

## روش های خرید شارژ و بسته[۱][۲]
مشترکین ایرانسل از طریق وب سایت ایرانسل ،اپلیکیشن های پرداخت ،کد های دستوری، وب سایت بانک ها و  همراه بانک ها، دستگاه های عابر بانک و پوز بانکهای طرف قرار داد می توانند برای خرید شارژ و یا بسته اقدام کنند.

## خرید شارژ از وب سایت ایرانسل
خرید آنلاین شارژ ایرانسل
خرید بسته از وب سایت ایرانسل: خرید بسته‌های ایرانسل

## شارژ سیم کارت ایرانسل با رمز کارت شارژ
یکی از روش‌های قدیمی شارژ ایرانسل کد *۱۴۱* است که نیاز به خرید کارت شارژ  یا دریافت رسید از دستگاه‌های خودپرداز و POS  یا کد های دستوری فروش پین شارژ و اپلیکیشن های پرداخت دارد.
روش شارژ برای خط خود با کارت شارژ:
۱. #رمز شارژ*۱۴۱*
(شارژ سیم‌کارت اعتباری برای دیگران با کارت شارژ:
1. شماره اعتباری مقصد*شماره رمز ۱۲ یا ۱۶ رقمی*۱۴۱*

بابت ارائه این سرویس، تنها ۵۰ تومان از اعتبار ارسالی کسر خواهد شد.)
۲.از طریق کد دستوری #۵۵۵* بخش حساب  »شارژ » کارت شارژ 

۳.اپلیکیشن ایرانسل من : » حساب من » خرید شارژ » کارت شارژ » وارد کردن رمز شارژ

## سامانه جامع خرید شارژ و پرداخت ایرانسل (تلفن گویا ۷۰۷۱)
با شماره گیری ۷۰۷۱ از خط ایرانسل یا ۰۹۳۷۷۰۷۱۰۰۰ از سایر خطوط ،سیم‌کارت ایرانسل اعتباری و اینترنت ثابت خود و افراد دیگر را به مبلغ دلخواه شارژ کنید.

## کد دستوری #۵۵۵*
با شماره‌گیری #۵۵۵* و انتخاب مدیریت حساب می‌توانید سیم‌کارت خود را شارژ کنید و بسته بخرید.

## سرویس خط به خط
مشترکان دائمی و اعتباری می‌توانند با استفاده از این سرویس، خط اعتباری دوستان‌تان را شارژ کنید یا بخشی از مبلغ صورتحساب خط دائمی‌شان را بپردازید.
برای ارسال اعتبار می‌توانید به یکی از سه روش زیر عمل کنید:
اپلیکیشن ایرانسل من:
اپلیکیشن ایرانسل من را دانلود و نصب کنید. در انتهای صفحه اصلی این برنامه و از طریق گزینه «شارژ برای دیگران»، وارد سرویس خط‌به‌خط شوید. سپس شماره تلفن همراه مقصد و مبلغ مورد نظر خود را وارد کنید.
کد دستوری:
اگر اولین بار است که قصد انتقال اعتبار دارید، باید ابتدا با شماره‌گیری #۱*۱۴۲* یا #۱*۳*۱*۵۵۵* از خط ایرانسل‌تان یک رمز انتقال اعتبار ۴ رقمی برای خود تعیین کنید. از این پس می‌توانید با شماره‌گیری یکی از این کدها و واردکردن شماره دریافت‌کننده اعتبار، مبلغ موردنظر و رمز ۴ رقمی تعیین‌شده، اعتبار خود را ارسال کنید.
پیامک:
در یک پیامک به ترتیب «شماره تلفن دریافت‌کننده اعتبار»، «مبلغ اعتبار مورد نظر (به ریال)» و «شماره رمز ۴ رقمی انتقال اعتبار» را بدون افزودن هرگونه فاصله یا حرفی و در حالی که با علامت : از هم جدا شده‌اند، به سرشماره ۱۱۱۲ ارسال کنید.
از چپ به راست:
شماره رمز ۴ رقمی انتقال اعتبار:مبلغ اعتبار موردنظر به ریال:شماره تلفن دریافت کننده اعتبار.

## ایرانسل من
خرید شارژ و بسته از طریق اپلیکیشن ایرانسل من یا سامانه ایرانسل من :
با ورود به مدیریت حساب ایرانسل من ،شارژ و بسته مورد نظر خود را تهیه کنید .

## TD-LTE ایرانسل
اینترنت  نسل ۴ و ۴/۵ (TD-LTE)  گزینه مناسبی  برای استفاده در سازمان‌ها، موسسه‌ها، شرکت‌های تجاری و منازل مسکونی است. اگر در حال حاضر از اینترنت ADSL استفاده می‌کنید ولی از کیفیت خدمات ارائه شده رضایت ندارید، یا اگر در منطقه زندگی شما سرویس فیبر نوری وجود ندارد ، اینترنت پرسرعت 4G/4.5G TD-LTE  (با دامنه سرعت ۱ مگابیت بر ثانیه تا ۸۰ مگابیت بر ثانیه)، بهترین گزینه برای کاربران هست.

## پیشینه

### دهه ۱۳۸۰
در ششم آذر ماه ۱۳۸۴، مجوز اپراتوری دوم تلفن همراه توسط سازمان تنظیم مقررات و ارتباطات رادیویی کشور و وزارت ارتباطات و فناوری اطلاعات، به شرکت ایرانسل اعطا شد. واگذاری و توزیع سیم‌کارت‌های دائمی و اعتباری شرکت ایرانسل در چهار شهر تهران، تبریز و مشهد و ساری از روز شنبه ۲۹ مهر 1385 آغاز شد.

### دهه ۱۳۹۰
در ۹ تیر ۱۳۹۵، خبرهای پرشماری مبنی بر وجود یک ربات تلگرامی که اطلاعات کاربران ایرانسل را افشا می‌کند، پخش شد. کمتر از یک روز بعد اعلام شد این ربات از دسترس خارج شده و وزیر ارتباطات در یک مصاحبه اعلام کرد که این اطلاعات لو رفته قدیمی و مربوط به ۲٫۵ سال قبل بوده و توسط کارمند یک نهاد دیگر، که به بانک اطلاعات ایرانسل طبق قانون دسترسی داشته، درز کرده است. چند روز بعد خبری مبنی بر دستگیری نویسنده این ربات تلگرامی منتشر شد. در تاریخ ۱۴ تیرماه ۱۳۹۵ ایرانسل با صدور یک اطلاعیه اعلام کرد که اطلاعات این شرکت نه لو رفته و نه هک شده و نه به دیگران فروخته شده است.
همچنین در ۳۰ بهمن ۱۳۹۵، گزارش‌هایی مبنی بر هک حساب‌های اینترنتی ایرانسل منتشر شد طبق اعلام از طریق یک ابزار هک، از راه پنل کنترل حساب اینترنتی (ECARE) امکان تغییر غیرمجاز رمز حساب و سپس ورود به حساب و در نتیجه دسترسی به برخی اطلاعات مشترکان امکان‌پذیر شده بود. ایرانسل هم حمله هکری به پنل حساب اینترنتی مشترکان را تأیید کرد.

### خروج ام‌تی‌ان از ایران
روز پنج‌شنبه ۱۶ مرداد ۱۳۹۹، شرکت ام‌تی‌ان، سرمایه‌گذار اصلی ایرانسل، گفت برای عبور از بحران کرونا قصد دارد تا طرح و برنامه فعالیت‌های خود را ساده‌تر کرده و با خروج منابع خود از خاورمیانه، فعالیتش را به آفریقا محدود کند. رئیس مدیر اجرایی ام‌تی‌ان با انتشار بیانیه‌ای خبر داد که به عنوان اولین اقدام، این شرکت در مراحل پایانی گفت‌وگوها برای فروش ۷۵ درصد از سهام خود در ام‌تی‌ان سوریه است. او اضافه کرد که خروج ام‌تی‌ان از خاورمیانه «در میان‌مدت و با نظم و قاعده انجام خواهد شد.».
گزارش و سابقه‌هایی از دخالت نظامی‌ها، در هیئت مدیره شرکت ایرانسل و شرکت‌های تابعه و اقمار آن، وجود دارد. رسانه‌های فارسی‌زبان با اشاره به این دخالت‌ها، این خروج را به دلیل عدم امنیت سرمایه‌گذاری و «دیوارهایی بلندتر از دیوار تحریم» در ایران، عنوان کرده‌اند.

## سهامداران
| سهامداران ایرانسل          | سهامداران ایرانسل          | سهامداران ایرانسل | سهامداران ایرانسل | سهامداران ایرانسل |
| -------------------------- | -------------------------- | ----------------- | ----------------- | ----------------- |
| سهامدار                    | سهامدار                    |                   | درصد              | درصد              |
| شرکت گسترش الکترونیک ایران | شرکت گسترش الکترونیک ایران |                   | ۵۱٪               | ۵۱٪               |
| گروه ام‌تی‌ان                | گروه ام‌تی‌ان                |                   | ۴۹٪               | ۴۹٪               |

سهام ایرانسل از بدو تأسیس در اختیار شرکت گسترش الکترونیک ایران (۵۱٪) گروه ام‌تی‌ان (۴۹٪) بوده است.
در ابتدا قرار بود ام‌تی‌ان صاحب ۷۰٪ از سهام شرکت باشد، اما با مخالفت مجلس شورای اسلامی سهم آن به کمتر از نصف یعنی ۴۹٪ کاهش یافت.
بنا بر صورت مالی سال ۱۳۹۵ بنیاد مستضعفان انقلاب اسلامی که به صورت عمومی منتشر شده، ایرانسل در میان شرکت‌های متعلق به این بنیاد بیشترین سوددهی را داشته است.

## سرویس‌ها

### جیب جت
جیب‌جت ایرانسل یک کیف پول دیجیتال است که به کاربران امکان مدیریت مالی، پرداخت قبض، خرید شارژ و بسته اینترنت را می‌دهد. این سرویس از طریق اپلیکیشن ایرانسل‌من در دسترس بوده و با شماره تلفن همراه کاربر فعال می‌شود. کاربران می‌توانند موجودی جیب‌جت را شارژ کرده و از آن برای تراکنش‌های مختلف استفاده کنند. جیب‌جت همچنین از پرداخت‌های سریع و امن پشتیبانی می‌کند. در بهمن 1403 امکان پرداخت اعتباری (BNPL) نیز به ویژگی های این کیف پول دیجیتالی اضافه شد و همچنان در حال توسعه است.

### تلویزیون اینترنتی
شرکت ایرانسل همچنین خدمات تلویزیون اینترنتی به مشترکان خود ارائه می‌دهد. این خدمات در قالب اپلیکیشن لنز به مخاطبان عرضه می‌شود و برای تماشای فیلم‌های سینمایی و برنامه‌های زنده تلویزیون، که قابلیت‌هایی مثل توقف و عقب کشیدن برنامه‌های زنده، ضبط برنامه‌ها و دسترسی به آرشیو صدا و سیما مورد استفاده قرار می‌گیرد. در این اپلیکیشن مشترکان ایرانسل می‌توانند با دانلود و نصب برخی از سریالها و فیلم‌های سینمایی را به صورت رایگان و بدون کم شدن حجم بسته در صورت داشتن بسته اینترنتی فعال مشاهده کنند.

### شماره‌ها
ایرانسل فروش سیم کارت‌هایش را با پیش‌شماره ۰۹۳۵ شروع کرد و پس از مدتی ۰۹۳۶، ۰۹۳۷، ۰۹۳۸ و ۰۹۳۹ را هم عرضه کرد.
این اپراتور در بهمن ماه ۱۳۹۰، اقدام به فروش سیم کارت‌های جدید با دو پیش‌شماره ۰۹۳۰ و ۰۹۳۳ (پیش‌شماره ۰۹۳۳ متعلق به پروژه سیم‌کارت‌های اعتباری تالیا بود) کرد.
تا سال ۱۳۹۶، پیش‌شماره‌های ایرانسل شامل ۰۹۰۱، ۰۹۰۲، ۰۹۰۳، ۰۹۳۰، ۰۹۳۳، ۰۹۳۵، ۰۹۳۶، ۰۹۳۷، ۰۹۳۸ و ۰۹۳۹ بود که در اواخر سال ۰۹۰۵ و ۰۹۰۴ نیز افزوده شد. در ۱۳ آبان ماه ۱۴۰۰ هم سیم‌کارت‌های رند با پیش‌شماره‌های ۰۹۰۰ در دسترس عموم قرار گرفت.

### سرویس اینترنت ثابت یا TD-LTE
ایرانسل برای اینکه بتواند سهم بیشتری از بازار را به خود اختصاص و خدمات محصولات خود را در سراسر کشور گسترش دهد، به فکر ارائه یک سرویس خوب در بستر اینترنت به نام سرویس اینترنت ثابت یا TD-LTE بود که در تاریخ ۱۰ اسفند ماه ۱۳۹۷ رونمایی کرد. این سرویس علاوه بر یک امتیاز خوب برای ایرانسل به حساب می‌آمد بلکه اولین بار بود در کشور این خدمات توسط یک شرکت ارتباطی انجام می‌گرفت.

## فیبر نوری ایرانسل
ایرانسل در اردیبهشت ۱۴۰۲ با راه‌اندازی رسمی سرویس اینترنت ثابت مبتنی بر فیبر نوری (FTTH) وارد حوزه FTTx شد. این پروژه در قالب طرح ملی توسعه فیبر نوری منازل و کسب‌وکارها، با حضور رئیس‌جمهور وقت در شهر بابل افتتاح شد. ایرانسل پس از دریافت پروانه‌ی خدمات ثابت (UNSP) از وزارت ارتباطات، این سرویس را ابتدا در استان‌های تهران، البرز، فارس، مازندران، مرکزی و سمنان ارائه داد و سپس توسعه آن را در بیش از ۱۰۰ شهر دیگر آغاز کرد.
سرویس «فیبر نوری ایرانسل» امکان دسترسی به اینترنت پرسرعت با سرعت‌هایی تا ۱ گیگابیت بر ثانیه (و در برخی تست‌ها تا ۸ گیگابیت) را برای کاربران فراهم می‌کند. این اینترنت دارای تأخیر پایین، پایداری بالا و بدون نیاز به خط تلفن ثابت است.

## برند و پشتیبانی مالی
شرکت ایرانسل اعلام کرده است که از رویدادهای ورزشی، مدیریتی و فناوری حمایت می‌کند و همچنین با نهادهای حمایتی کمیته امداد امام خمینی، سازمان بهزیستی کشور و جمعیت هلال احمر جمهوری اسلامی ایران همکاری دارد. ایرانسل همچنین با بستن پیمان‌نامه‌ای با سازمان لیگ حرفه‌ای لیگ فوتبال ایران اسپانسری لیگ برتر خلیج فارس را بر عهده گرفت که این لیگ با نام «جام ایرانسل» فعالیت خود را آغاز کرد. هرچند که این اقدام، با اعتراض نمایندگان مجلس شورای اسلامی، ورزشکاران و مطبوعات روبرو و در نهایت نام ایرانسل با دستور وزیر ورزش و جوانان این کشور، از نام این لیگ، حذف شد. شرکت ایرانسل در سال ۱۳۹۵ مبلغ ۲۰ میلیون دلار در اسنپ سرمایه‌گذاری کرد.

### مالکیت اسنپ
ایرانسل مالک ۶۰ درصد سهام اسنپ است. 

### برند ایرانسل
برند ایرانسل در سال ۱۳۹۲ در دهمین جشنواره ملی قهرمانان صنعت ایران به عنوان یکی از ۱۰۰ برند برتر ایران شناخته شد. این شرکت در اسفند ۱۴۰۰ اقدام به تغییر لوگوی خود کرد. ایرانسل در سال ۱۴۰۱ نسل جدید سوپراپ ایرانسل من را معرفی کرد.